# WC-papír

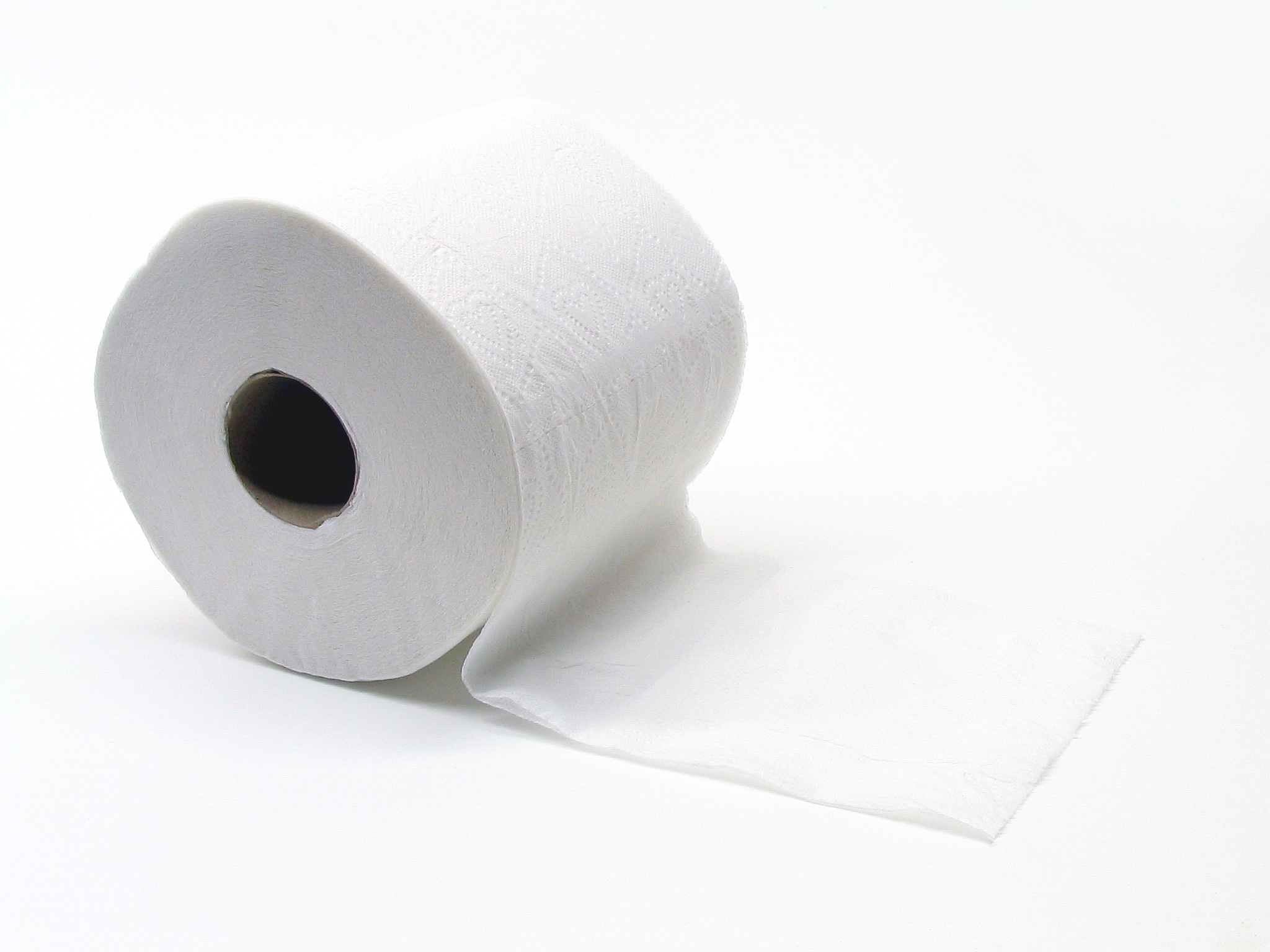
Egy guriga WC-papír

A WC-papír (toalettpapír) vizelés vagy székelés után használatos higiénikus céllal. Legtöbbször tekercsekben, több darabos kiszerelésekben kapható. Nagyon sokféle létezik, illatosított, többrétegű, pihepuha, és még egészen extrém mintázatúak is. Összetételében eltér a kéz- és arctörlőktől, olyanra tervezték, hogy a csatornában lebomoljon.

## Története

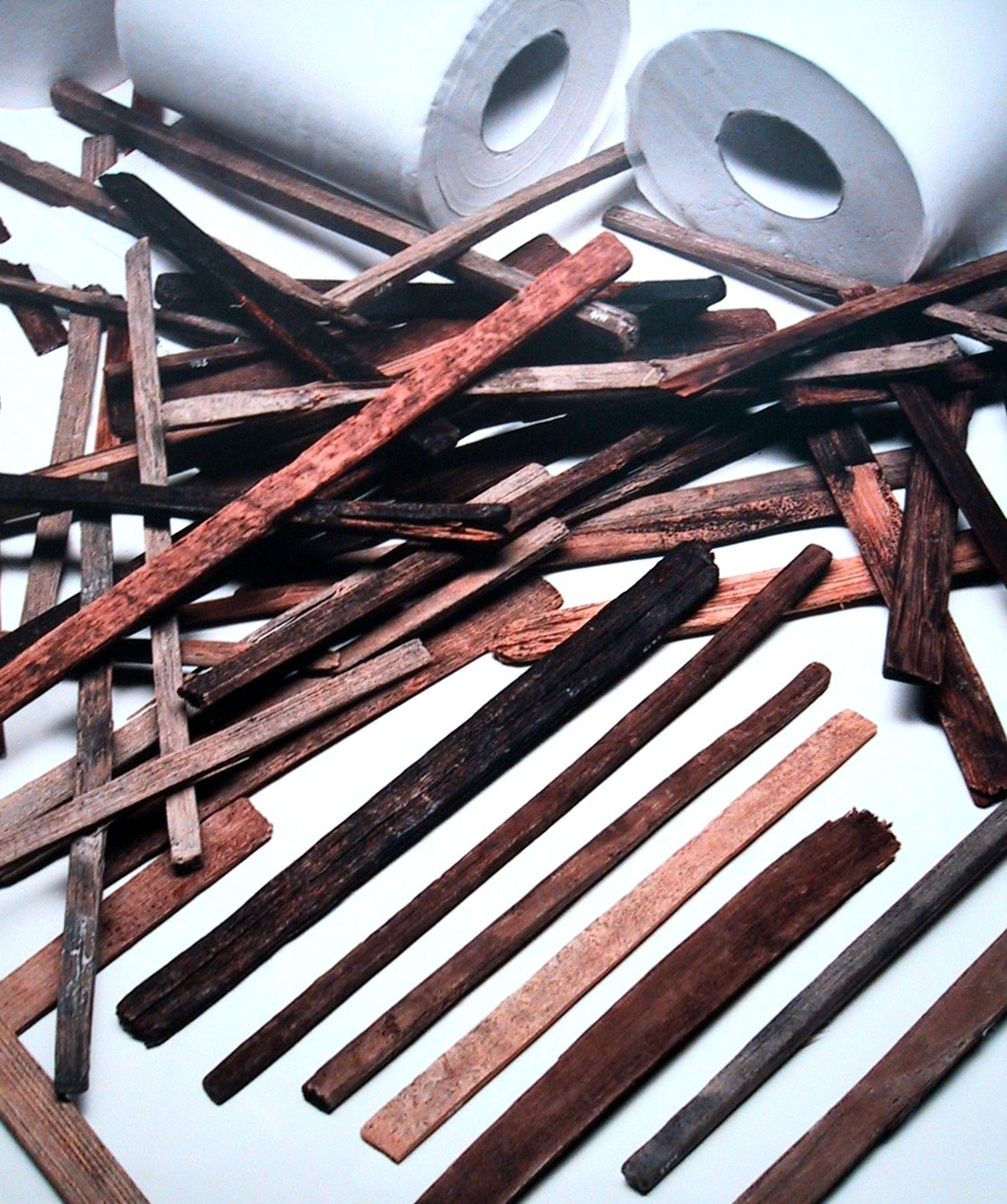
Fából készült tisztálkodóeszköz a Nara-korbeli (710–784) Japánból. A modern tekercsek a méret összehasonlítása miatt vannak a háttérben.

Bár Kínában már az i. e. 2. században ismerték a papírt csomagolóanyagként, a WC-papír első használatára csak a 6. századból van bizonyíték, a középkori Kínából. 589-ben Jen Cse-tuj (Yan Zhitui) tudós és hivatalnok (531–591) írt a WC-papír használatáról:

„Olyan papírt, melyen idézetek vagy kommentárok vannak az Öt Klasszikusból, vagy amire bölcsek neveit írták, nem merek tisztálkodási célra használni.”

A Tang-dinasztia (618–907) korának végén egy muszlim utazó, aki 851-ben Kínában járt, megjegyezte:

„[A kínaiak] nem túl kényesek a tisztaságra, és nem mossák meg magukat vízzel a szükségük elvégzése után, csak papírral törlik meg magukat.”

A 14. század elején, a Jüan-dinasztia korában feljegyezték, hogy az egyik tartományban évente 10 millió csomag 1000-10 000 használatra való WC-papírt gyártottak. A Ming-dinasztia (1368–1644) idején, 1393-ban 720 000 ív WC-papír készült a császári udvar használatára. Ugyanebben az évben feljegyezték, hogy a császári család számára 15 000 ív különlegesen lágy WC-papír készült, és még illatosították is őket.
Máshol a gazdag emberek gyapjút vagy kendert használtak tisztálkodáshoz, a kevésbé gazdagok kézzel mosakodtak, mikor a folyóba végezték el szükségüket, vagy rongyokat, fakérget, füvet, leveleket, szalmát, köveket, homokot, mohát, havat, kukoricaháncsot, gyümölcshéjat vagy kagylót használtak, az éghajlatnak és a szokásoknak megfelelően. Az ókori rómaiak botra szúrt szivacsot használtak, és egy vödör sós vízben tartották.
François Rabelais 16. századi francia szatirikus író Gargantua és Pantagruel című regénysorozatában ír a különböző tisztálkodási módokról ürítés után. „Az, aki papírt használ mocskos fenekén, mindig piszkosnak fogja találni a golyóit”, és azt állította, egy élő lúd hátának puha tollai a legmegfelelőbbek erre a célra.
Gyakran állítják, hogy a Scott fivérek az elsők, akik perforált WC-papírt árultak gurigán, de az első, aki a ma ismert WC-papírt szabadalmaztatta, Seth Wheeler volt a New York állambeli Albanyból. Ő szabadalmaztatta a kereskedelmi forgalomba kerülő WC-papír perforálását (1871. július 25., #117355), a szabadalmi kérvényben az ábrázolása is megtalálható. Ő szabadalmaztatta továbbá a gurigára tekert WC-papírt, melyet egy csőre tekernek fel (1883. február 13., #272369) és a WC-papírtartót is. Cége, az Albany Perforated Wrapping Paper Co. már 1886-ban gyártotta a terméket gyárukban, Albany belvárosától északra.